# Strahinja Pavlović
Strahinja Pavlović (Servisch: Страхиња Павловић) (Šabac, 24 mei 2001) is een Servisch voetballer die doorgaans speelt als centrale verdediger. In juli 2024 verruilde hij Red Bull Salzburg voor AC Milan. Pavlović maakte in 2020 zijn debuut in het Servisch voetbalelftal.

## Clubcarrière
Pavlović speelde in de jeugd van Savacium en werd later opgenomen in de opleiding van FK Partizan. Hier werd hij begin 2019 opgenomen in het eerste elftal. Zijn debuut in de Superliga maakte de centrumverdediger op 23 februari 2019 tegen Proleter Novi Sad. Door een doelpunt van Nemanja Nikolić en twee treffers van Ricardo Gomes won Partizan met 3–0. Pavlović mocht van coach Zoran Mirković in de basis beginnen en speelde het gehele duel. Pavlović werd al gauw een vaste waarde bij Partizan en won in 2019 de Servische voetbalbeker met de club.
In de winter van 2020 maakte Pavlović de overstap naar AS Monaco, dat tien miljoen euro voor hem neertelde. De club liet hem het seizoen uitdoen bij Partizan. Pavlović haalde met Partizan opnieuw de bekerfinale en kwam ditmaal zelfs tot scoren tegen FK Vojvodina, maar uiteindelijk verloor Partizan de finale. In januari 2021 werd de verdediger voor de tweede maal verhuurd, nu aan Cercle Brugge. FC Basel werd begin 2022 de derde club die hem op huurbasis overnam. Na deze verhuurperiode werd Pavlović voor circa zeven miljoen euro overgenomen door Red Bull Salzburg, waar hij zijn handtekening zette onder een verbintenis voor de duur van vijf seizoenen. In Monaco kwam hij tot achtereenvolgens vierentwintig en zesentwintig competitiewedstrijden.
Pavlović verkaste in de zomer van 2024 naar AC Milan. De Italiaanse club betaalde circa achttien miljoen euro voor zijn overgang. De centrumverdediger tekende een contract voor vier seizoenen met een optie op een jaar extra.

## Clubstatistieken
| Seizoen | Club              | Competitie      | Competitie | Competitie | Beker | Beker | Internationaal | Internationaal | Totaal | Totaal |
| Seizoen | Club              | Competitie      | Wed.       | Dlp.       | Wed.  | Dlp.  | Wed.           | Dlp.           | Wed.   | Dlp.   |
| ------- | ----------------- | --------------- | ---------- | ---------- | ----- | ----- | -------------- | -------------- | ------ | ------ |
| 2018/19 | FK Partizan       | Superliga       | 11         | 0          | 4     | 0     | —              | —              | 15     | 0      |
| 2019/20 | FK Partizan       | Superliga       | 18         | 1          | 0     | 0     | 12             | 0              | 25     | 1      |
| 2019/20 | AS Monaco         | Ligue 1         | —          | —          | —     | —     | —              | —              | 0      | 0      |
| 2019/20 | → FK Partizan     | Superliga       | 8          | 0          | 4     | 1     | 0              | 0              | 12     | 1      |
| 2020/21 | AS Monaco         | Ligue 1         | 1          | 0          | 0     | 0     | —              | —              | 1      | 0      |
| 2020/21 | → Cercle Brugge   | Eerste klasse A | 11         | 1          | 1     | 0     | —              | —              | 12     | 1      |
| 2021/22 | AS Monaco         | Ligue 1         | 7          | 0          | 1     | 0     | 3              | 0              | 11     | 0      |
| 2021/22 | → FC Basel        | Super League    | 10         | 0          | 0     | 0     | 0              | 0              | 10     | 0      |
| 2022/23 | Red Bull Salzburg | Bundesliga      | 24         | 1          | 3     | 1     | 7              | 0              | 34     | 2      |
| 2023/24 | Red Bull Salzburg | Bundesliga      | 26         | 3          | 5     | 1     | 6              | 0              | 37     | 4      |
| 2024/25 | AC Milan          | Serie A         | 0          | 0          | 0     | 0     | 0              | 0              | 0      | 0      |
| Totaal  | Totaal            | Totaal          | 116        | 6          | 18    | 3     | 28             | 0              | 162    | 9      |

Bijgewerkt op 1 augustus 2024.

## Interlandcarrière
Pavlović maakte zijn debuut in het Servisch voetbalelftal op 3 september 2020, toen met 3–1 verloren werd van Rusland. Artjom Dzjoeba (tweemaal) en Vjatsjeslav Karavajev scoorden namens Rusland, de tegengoal kwam van Aleksandar Mitrović. Pavlović mocht van bondscoach Ljubiša Tumbaković in de basis beginnen en negentien minuten na rust werd hij gewisseld ten faveure van Aleksandar Kolarov. Op 7 juni 2021, tijdens zijn achtste interlandoptreden, kwam Pavlović voor het eerst tot scoren. Op die dag werd gespeeld tegen Jamaica en na een doelpunt van Andre Gray maakte de verdediger na eenenzestig minuten gelijk: 1–1.
In november 2022 werd Pavlović door bondscoach Dragan Stojković opgenomen in de selectie van Servië voor het WK 2022. Tijdens dit WK werd Servië uitgeschakeld in de groepsfase na nederlagen tegen Brazilië en Zwitserland en een gelijkspel tegen Kameroen. Pavlović kwam in alle drie duels in actie. Zijn toenmalige clubgenoten Luka Sučić (Kroatië), Noah Okafor en Philipp Köhn (beiden Zwitserland) waren ook actief op het toernooi.
In mei 2024 werd Pavlović door Stojković opgenomen in de voorselectie voor het EK 2024 in Duitsland. Een week later werd hij ook opgenomen in de definitieve selectie. Servië werd in de groepsfase uitgeschakeld na een nederlaag tegen Engeland (0–1) en gelijke spelen tegen Slovenië (1–1) en Denemarken (0–0). Pavlović kwam op het EK in alle duels in actie. Zijn toenmalige clubgenoten Luka Sučić (Kroatië), Petar Ratkov (Servië) en Flavius Daniliuc (Oostenrijk) waren ook actief op het toernooi.
| Interlands van Strahinja Pavlović voor Servië | Interlands van Strahinja Pavlović voor Servië | Interlands van Strahinja Pavlović voor Servië | Interlands van Strahinja Pavlović voor Servië | Interlands van Strahinja Pavlović voor Servië | Interlands van Strahinja Pavlović voor Servië | Interlands van Strahinja Pavlović voor Servië |
| №                                             | Datum                                         | Wedstrijd                                     | Uitslag                                       | Competitie                                    | Goals                                         |                                               |
| Als speler bij AS Monaco                      | Als speler bij AS Monaco                      | Als speler bij AS Monaco                      | Als speler bij AS Monaco                      | Als speler bij AS Monaco                      | Als speler bij AS Monaco                      | Als speler bij AS Monaco                      |
| --------------------------------------------- | --------------------------------------------- | --------------------------------------------- | --------------------------------------------- | --------------------------------------------- | --------------------------------------------- | --------------------------------------------- |
| 1                                             | 3 september 2020                              | Rusland – Servië                              | 3 – 1                                         | Nations League 2020/21                        |                                               |                                               |
| 2                                             | 6 september 2020                              | Servië – Turkije                              | 0 – 0                                         | Nations League 2020/21                        |                                               |                                               |
| 3                                             | 11 oktober 2020                               | Servië – Hongarije                            | 0 – 1                                         | Nations League 2020/21                        |                                               |                                               |
| 4                                             | 18 november 2020                              | Servië – Rusland                              | 5 – 0                                         | Nations League 2020/21                        |                                               |                                               |
| Als speler bij Cercle Brugge                  |                                               |                                               |                                               |                                               |                                               |                                               |
| 5                                             | 24 maart 2021                                 | Servië – Ierland                              | 3 – 2                                         | WK 2022 kwalificatie                          |                                               |                                               |
| 6                                             | 27 maart 2021                                 | Servië – Portugal                             | 2 – 2                                         | WK 2022 kwalificatie                          |                                               |                                               |
| 7                                             | 30 maart 2021                                 | Azerbeidzjan – Servië                         | 1 – 2                                         | WK 2022 kwalificatie                          |                                               |                                               |
| 8                                             | 7 juni 2021                                   | Jamaica – Servië                              | 1 – 1                                         | Vriendschappelijk                             | 61'                                           |                                               |
| 9                                             | 11 juni 2021                                  | Japan – Servië                                | 1 – 0                                         | Vriendschappelijk                             |                                               |                                               |
| Als speler bij AS Monaco                      |                                               |                                               |                                               |                                               |                                               |                                               |
| 10                                            | 1 september 2021                              | Qatar – Servië                                | 0 – 4                                         | Vriendschappelijk                             |                                               |                                               |
| 11                                            | 4 september 2021                              | Servië – Luxemburg                            | 4 – 1                                         | WK 2022 kwalificatie                          |                                               |                                               |
| 12                                            | 7 september 2021                              | Ierland – Servië                              | 1 – 1                                         | WK 2022 kwalificatie                          |                                               |                                               |
| 13                                            | 9 oktober 2021                                | Luxemburg – Servië                            | 0 – 1                                         | WK 2022 kwalificatie                          |                                               |                                               |
| 14                                            | 11 november 2021                              | Servië – Qatar                                | 4 – 0                                         | Vriendschappelijk                             |                                               |                                               |
| 15                                            | 14 november 2021                              | Portugal – Servië                             | 1 – 2                                         | WK 2022 kwalificatie                          |                                               |                                               |
| Als speler bij FC Basel                       |                                               |                                               |                                               |                                               |                                               |                                               |
| 16                                            | 24 maart 2022                                 | Hongarije – Servië                            | 0 – 1                                         | Vriendschappelijk                             |                                               |                                               |
| 17                                            | 29 maart 2022                                 | Denemarken – Servië                           | 3 – 0                                         | Vriendschappelijk                             |                                               |                                               |
| 18                                            | 2 juni 2022                                   | Servië – Noorwegen                            | 0 – 1                                         | Nations League 2022/23                        |                                               |                                               |
| 19                                            | 9 juni 2022                                   | Zweden – Servië                               | 0 – 1                                         | Nations League 2022/23                        |                                               |                                               |
| 20                                            | 12 juni 2022                                  | Slovenië – Servië                             | 2 – 2                                         | Nations League 2022/23                        |                                               |                                               |
| Als speler bij Red Bull Salzburg              |                                               |                                               |                                               |                                               |                                               |                                               |
| 21                                            | 27 september 2022                             | Noorwegen – Servië                            | 0 – 2                                         | Nations League 2022/23                        |                                               |                                               |
| 22                                            | 18 november 2022                              | Bahama's – Servië                             | 1 – 5                                         | Vriendschappelijk                             |                                               |                                               |
| 23                                            | 24 november 2022                              | Brazilië – Servië                             | 2 – 0                                         | WK 2022                                       |                                               |                                               |
| 24                                            | 28 november 2022                              | Kameroen – Servië                             | 3 – 3                                         | WK 2022                                       | 45+1'                                         |                                               |
| 25                                            | 2 december 2022                               | Servië – Zwitserland                          | 2 – 3                                         | WK 2022                                       |                                               |                                               |
| 26                                            | 24 maart 2023                                 | Servië – Litouwen                             | 2 – 0                                         | EK 2024 kwalificatie                          |                                               |                                               |
| 27                                            | 27 maart 2023                                 | Montenegro – Servië                           | 0 – 2                                         | EK 2024 kwalificatie                          |                                               |                                               |
| 28                                            | 20 juni 2023                                  | Bulgarije – Servië                            | 1 – 1                                         | EK 2024 kwalificatie                          |                                               |                                               |
| 29                                            | 7 september 2023                              | Servië – Hongarije                            | 1 – 2                                         | EK 2024 kwalificatie                          |                                               |                                               |
| 30                                            | 14 oktober 2023                               | Hongarije – Servië                            | 2 – 1                                         | EK 2024 kwalificatie                          | 33'                                           |                                               |
| 31                                            | 17 oktober 2023                               | Servië – Montenegro                           | 3 – 1                                         | EK 2024 kwalificatie                          |                                               |                                               |
| 32                                            | 15 november 2023                              | België – Servië                               | 1 – 0                                         | Vriendschappelijk                             |                                               |                                               |
| 33                                            | 21 maart 2024                                 | Rusland – Servië                              | 4 – 0                                         | Vriendschappelijk                             |                                               |                                               |
| 34                                            | 4 juni 2024                                   | Oostenrijk – Servië                           | 2 – 1                                         | Vriendschappelijk                             | 35'                                           |                                               |
| 35                                            | 8 juni 2024                                   | Zweden – Servië                               | 0 – 3                                         | Vriendschappelijk                             |                                               |                                               |
| 36                                            | 16 juni 2024                                  | Servië – Engeland                             | 0 – 1                                         | EK 2024                                       |                                               |                                               |
| 37                                            | 20 juni 2024                                  | Slovenië – Servië                             | 1 – 1                                         | EK 2024                                       |                                               |                                               |
| 38                                            | 25 juni 2024                                  | Denemarken – Servië                           | 0 – 0                                         | EK 2024                                       |                                               |                                               |

Bijgewerkt op 1 augustus 2024.